# National Film Challenge
De National Film Challenge is een drie dagen durende filmcompetitie, waarin teams van filmmakers een genre, een personage, een rekwisiet en een dialoog toegewezen krijgen en 72 uur hebben om een film met die elementen erin verwerkt te creëren die online gescreend zal worden. In de competitie kan zowel een juryprijs worden gewonnen als een publieksprijs.

## Geschiedenis
In 2003 wilden de makers van 48 Hour Film Project een heel nieuw project creëren. Ze wilden met dit project filmmakers uit de hele wereld bereiken die buiten bereik van de steden woonden die deelnamen aan de 48 Hour Film Project. Ze bedachten daarom samen met KDHX Community Media de National Film Challenge. Hierbij kregen deelnemende filmmakers drie dagen de tijd om een film te maken en te tonen aan een jury. Het concept lijkt erg op dat van 48 Hour Film Project. Er is alleen één groot verschil, namelijk dat de films worden gemaild en online worden beoordeeld in plaats van in een filmtheater. Hoewel de naam officieel nooit werd veranderd is de competitie toch uitgebreid naar landen buiten de VS.
Sinds 2008 doen er mensen mee uit Nederland. De producten van de eerste Nederlandse winnaars die meededen werden vertoond in Utrecht.

## Prijzen
De winnaars worden niet alleen door een jury gekozen, maar ook door het publiek. Hierbij valt er zowel een juryprijs te winnen als een publieksprijs. De films van de winnaars van beide prijzen worden samen met de stadswinnaars van 48 Hour Film Project vertoond tijdens de nationale Filmapalooza. De uiteindelijke winnaars worden vertoond in de NAB Show en de internationale Filmapalooza.

## Gerelateerde competities
In 2006 begonnen de producers (van de National Film Challenge) de International Documentary Challenge (ook wel bekend als de Doc Challenge) waarin deelnemende filmmakers binnen vijf dagen een documentaire moeten maken.